# Hangetsu

Vorwärtsbewegung in Hangetsu-dachi

Hangetsu [han.getsɯ] (jap. 半月, Halbmond) ist eine Kata (ein stilisierter Kampf gegen mehrere imaginäre Gegner) im Karate der Stilrichtung Shōtōkan, die aus 41 Einzeltechniken besteht.

## Name und Ursprung
Die Kata wurde aus dem okinawanischen Naha-Te übernommen, wo sie unter dem sino-japanischen Namen Seisan aus China stammend praktiziert wurde.
Den Namen Hangetsu, also Halbmond, erhielt sie vom Stilrichtungsbegründer Funakoshi Gichin, der mit dem Namen auf die gleichnamige Stellung der Füße hinweist, der in der Kata eine zentrale Rolle zukommt. Dabei werden die Füße circa 45 Grad nach innen gedreht und die Knie bei gleichzeitiger Außenspannung der Beinmuskulatur leicht nach innen gekippt. In dieser Schrittstellung Hangetsu-dachi (Halbmondstand) bewegt man sich vorwärts, indem ein Fuß eine halbmondförmige Bewegung beschreibt.
Eine mit Hangetsu vergleichbare Kata wird unter dem ursprünglichen chinesischen Namen Seisan in den Stilen Wadō-Ryū, Shitō-Ryū und Gōjū-Ryū gelehrt.

## Besonderheiten
Hangetsu ist eine eher untypische Kata der Stilrichtung Shōtōkan, die einige sehr spezielle und teilweise selten verwendete Techniken enthält:
- Gedan und Chūdan Tsukami-uke (Block mit anschließendem Griff auf unterer und mittlerer Stufe)
- Ippon-ken (doppelter Knöchelstoß)
- Yama-gamae (Berg-Bereitschaftsstellung, Berg in Anlehnung an das japanische Zeichen für Berg 山 für die Stellung der Arme)
- Gedan-tsuki (Fauststoß nach unten)
- Neko-ashi-dachi (Katzenfuß-Stand, das Gewicht lastet auf dem hinteren Bein; das vordere ist angewinkelt und setzt nur auf dem Fußballen auf)

Neben der speziellen Stellung liegt ein weiteres großes Gewicht bei der Ausführung der Kata auf intensiver Atmung, zur Schulung des Hara.